# Ambergris Caye
Ambergris Caye (špansko Cayo Ambergris), je največji otok Belizeja, ki leži severovzhodno od celine države v Karibskem morju. Dolg je približno 40 kilometrov od severa proti jugu in približno 1,6 kilometra širok. Številne dele otoka je spremenil človekov razvoj od prihoda kokosovih nasadov v 17. stoletju, vendar ostaja večinoma bel koralni pesek z gozdom mangrov v središču. Njegova vzhodna obala poteka vzporedno s skrajnim severnim delom Belizejskega koralnega grebena, ki je na Unescovem seznamu svetovne dediščine.
Skupnost Majev je živela na otoku v predkolumbovskih časih in za seboj pustila značilno polirano rdečo keramiko. Splošno prepričanje je, da je pomorska trgovina motivirala Maje, da so izkopali Boca Bacalar Chico, morski kanal, ki ločuje otok od mehiške celine, vendar bi lahko bil njegov izvor tudi naraven (npr. orkan).
San Pedro Town je največje naselje in edino mesto na Ambergris Caye. Obstajajo tudi številne majhne vasi in letovišča, ki služijo rastoči otoški turistični industriji, zlasti ekoturizmu in potapljanju. Čeprav se upravlja kot del okrožja Belize, je najbližja točka na celini del okrožja Corozal.

## Etimologija
Ambra, iz stare francoščine ambre gris (dobesedno 'siv jantar'), je redka snov, ki nastaja v črevesju kitov glavačev, dragocena zgodovinsko in v nekaterih sodobnih parfumih kot fiksativ. V 17. stoletju so kitolovci v tropskem Atlantskem oceanu delovali s številnih otokov, kot je Ambergris Caye, in čeprav se kiti glavači ne štejejo za prebivalce belizejskih voda, živali še naprej redno prehajajo skozi.

## Turizem
Turistični razvoj Ambergris Caye se je začel v zgodnjih 1970-ih in se močno povečal v poznejših letih 20. stoletja. Glavne znamenitosti so Belizejski koralni greben in njegove plaže. Ta pregradni greben je drugi največji na svetu, takoj za Velikim koralnim grebenom v Avstraliji. Caye ima majhno vzletišče, ki ga servisirata Tropic Air in Maya Island Air, do njega pa je mogoče doseči z letalom iz mesta Belize in številnimi hitrimi trajekti. Do Ambergris Caye lahko pridete tudi s trajektom iz mesta Chetumal v Mehiki.
Ambergris Caye se običajno imenuje Isla Bonita ('Čudoviti otok'), potem ko je Madonnina uspešnica La Isla Bonita iz leta 1987 omenila kraj, imenovan San Pedro (čeprav je Madonna dejala, da se pesem ne nanaša na kateri koli določen kraj.) Ambergris Caye je znan po turkiznih morskih pokrajinah, ki obkrožajo otok, kar se ujema z značajem in karibskim šarmom destinacije. Zaradi majhnosti otoka je glavna oblika prevoza voziček za golf.
Dan San Pedra vsako leto praznujemo 27. junija.

## Galerija
- Plaža v San Pedru
- Azurna voda ob obali Ambergris Caye
- Mrak na Ambergris Caye
- Pogled na Koralni greben v daljavi
- Ribolov ob obali Ambergris Caye
- Cesta blizu San Pedra
- Hiše v San Pedru in močvirje mangrov
- Umetni ribniki

## Tajna plaža
Večina Ambergris Caye je rezervirana za nacionalni park/ohrannitev divjih živali, kar omejuje razpoložljivost nepremičnin. Severno od mesta San Pedro je destinacija Belize Secret Beach, ena izmed bolj priljubljenih plažnih destinacij v Belizeju. Destinacija Belize Secret Beach na Ambergris Caye se pogosto imenuje »najslabše varovana skrivnost San Pedra«, saj območje Secret Beach še ni doživelo znatnega razvoja, vendar je postalo vse bolj priljubljena destinacija za turiste in domačine, kar območju omogoča, da se ponašajo z oddaljenim vzdušjem, vendar še vedno ponujajo bolj razvite storitve. Secret Beach ima tudi cenote, vrtače in jame.

## V popularni kulturi
Dve letovišči severno od San Pedra sta leta 2000 gostili prvo sezono Foxovega Otoka skušnjav, ki je bila predvajana leta 2001.